# Truszowice
Truszowice (ukr. Трушевичі) – wieś w rejonie samborskim (wcześniej w rejonie starosamborskim) obwodu lwowskiego Ukrainy. Wieś liczy około 384 mieszkańców. Leży nad rzekami Wiar i Wyrwa. Jest siedzibą silskiej rady.
W połowie XIX wieku właścicielem posiadłości tabularnej w Truszowicach był Jan Młotkowski.
W okresie II Rzeczypospolitej położona w powiecie dobromilskim, województwa lwowskiego. W 1921 r. liczyła około 720 mieszkańców.

## Ważniejsze obiekty
- Cerkiew prawoslawna